# Under the Sign of the Black Mark
Under the Sign of the Black Mark è il terzo album in studio del gruppo musicale black metal svedese Bathory, pubblicato nel 1987 dalla Black Mark Production. Ritenuto uno dei dischi chiave nello sviluppo del genere black metal in assoluto, ebbe grande influenza sulla scena black metal norvegese dei primi anni novanta. È stato inserito in 1ª posizione nella lista dei "Migliori album Black Metal secondo Decibel".

## Il disco
Under the Sign of the Black Mark ha dato ai sintetizzatori un ruolo significativo all'interno dell'heavy metal, altrimenti genere conservatore per sua stessa natura, assorbendo le influenze della musica classica che sarebbero diventate più evidenti negli album successivi. Quorthon stesso menzionò l'utilizzo di un sintetizzatore per dare una primitiva profondità ai pezzi, e di un sintetizzatore Roland per l'introduzione operistica Nocternal Obeisance. Nella traccia Call from the Grave è inclusa una citazione della Marcia funebre di Frédéric Chopin tratta dal terzo movimento della sua seconda sonata per pianoforte. Il pezzo Woman of Dark Desires è un omaggio all'ispiratrice del nome della band, la sanguinaria contessa Erzsébet Báthory. Enter the Eternal Fire è il primo brano "epico" del gruppo, con una durata di sette minuti circa, e con un testo che parla di un patto con il Diavolo. La traccia Equimanthorn si riferisce agli Inferi ma anche alla mitologia norrena, incluso Sleipnir, il leggendario stallone nero a otto zampe di Odino. Il suono della chitarra elettrica è ancora poco chiaro e sporco, e il cantato "screaming" in brani come Equimanthorn è più veloce di quello presente nell'album Hell Awaits degli Slayer. La versione originale dell'album in formato LP è divisa in due facciate, intitolate "Darkness" ed "Evil", rispettivamente.

### Copertina
L'immagine di copertina, che mostra un sinistro e muscoloso essere caprino che sembra minacciare l'osservatore dall'alto di una rocca, è opera di Gunnar Silins, ed è una rielaborazione di una fotografia di una scenografia della Royal Swedish Opera di Stoccolma, scattata senza autorizzazione durante l'intervallo tra due atti della Carmen di Bizet. Il modello utilizzato per la foto è Leif Ehrnborg, un culturista svedese dell'epoca.

## Tracce
- Tutte le tracce sono opera di Quorthon.

Lato 1 "Darkness"
1. Nocturnal Obeisance (Intro) – 1:28
2. Massacre – 2:38
3. Woman of Dark Desires – 4:06
4. Call from the Grave – 4:35
5. Equimanthorn – 3:41

Lato 2 "Evil"
1. Enter the Eternal Fire – 6:57
2. Chariots of Fire – 2:46
3. 13 Candles – 5:17
4. Of Doom – 3:44
5. (Outro) – 0:25

## Formazione
- Quorthon (Thomas Forsberg) - voce, chitarra, basso, sintetizzatore, batteria, produzione, missaggio[5]
- Christer Sandström - basso

Personale aggiuntivo
- The Boss (Börje Forsberg) – produzione, ingegnere del suono, missaggio

## Accoglienza
| Recensione                       | Giudizio |
| -------------------------------- | -------- |
| AllMusic                         | [ 7 ]    |
| Collector's Guide to Heavy Metal | [ 8 ]    |
| Kerrang!                         | [ 9 ]    |
| Onda Rock                        | [ 10 ]   |
| Metal Forces                     | [ 11 ]   |
| Metallized                       | 94/100   |
| Piero Scaruffi                   | [ 13 ]   |
| True Metal                       | 92/100   |

Il sito Rocktimes ha scritto: "Mai prima d'ora, e mai più in seguito, il Black Metal è stato interpretato in modo più diabolico, sublime e devastante, senza sacrificare i "successi", in quanto tali deve offrire questo capolavoro assoluto, e ciascuno di questi nove inni black metal ha una melodia speciale e appartiene alla Hall of Fame nera come la pece". Il sito consiglia anche "di procurarsi la stampa originale del 1987 [...] perché la rimasterizzazione ha distrutto tutta la maestosità e il fascino del disco". Vorskaath degli Zemial scrisse che fino ad allora non aveva mai sentito nulla di così oscuro e inquietante nel Metal e da allora non ha più trovato un album così intriso di oscurità come in questo capolavoro. Vorskaath aggiunse: "Questa è la base dell'intera seconda ondata di Black Metal. Come unica altra band significativa di veri visionari, solo i Celtic Frost meritano di essere menzionati". Mirai Kawashima dei Sigh ha citato Under the Sign of the Black Mark insieme a Into the Pandemonium dei Celtic Frost come modello per il black metal moderno.
Eduardo Rivadavia di Allmusic ha scritto: "In breve, come opera di chiara transizione (ma quale dei loro album non lo era?), Under the Sign of the Black Mark rimane un punto culminante nella carriera dei Bathory e un LP crudele per tutti gli amanti del metal estremo". Rivadavia assegnò al disco un punteggio di 4,5 stelle su 5. Sargon the Terrible di The Metal Crypt scrisse nella sua recensione dell'album che solo ascoltando questo disco emerge la vera natura e il senso del Black Metal; la realizzazione dell'EP Deathcrush dei Mayhem un anno dopo Under the Sign of the Black Mark [in realtà i due dischi uscirono entrambi nello stesso anno], rese palese l'origine del movimento. Tuttavia, Sargon criticò la produzione ritenendola troppo rumorosa e confusa, soprattutto in tracce come Massacre; anche se in generale, concluse scrivendo che "non ci sono canzoni davvero brutte in questo album". Circa l'impatto dell'album, Daniel Ekeroth, autore del libro Swedish Death Metal, ha dichiarato in un'intervista del 2012 alla rivista Decibel: «Anche per gli standard dei Bathory, Under the Sign of the Black Mark era un capolavoro, legato a doppio filo con Bonded by Blood (Exodus) e Reign in Blood (Slayer). Le canzoni sono maggiormente sviluppate e il suono è più suggestivo e misterioso che mai. I Bathory erano allo stesso tempo i più estremi e uno dei migliori gruppi metal dell'epoca». Francesco Reinerio del sito web Ondarock definisce il disco "uno degli album più importanti degli anni 80", nel quale "Quorthon inventa tutto un nuovo modo di suonare e raggiunge la piena maturità musicale", anche se "bisognerà attendere i seguenti dischi per un'ideologia coerente". Fenriz dei Darkthrone definì Under the Sign of the Black Mark la "quintessenza dell'album black metal". Inoltre, egli lo citò come una delle ispirazioni musicali per il disco Panzerfaust del 1995 dei Darkthrone, insieme a Morbid Tales dei Celtic Frost e al demo Necrolust dei Vader.
La rivista tedesca Visions ha inserito Under the Sign of the Black Mark nella lista dei 55 migliori album rock svedesi da loro redatta. Nell'autunno del 2010 Under the Sign of the Black Mark è stato inserito in 1ª posizione nella lista dei "Migliori album Black Metal secondo Decibel".